# Václav Krása (basketbalista)
Václav Krása (30. listopadu 1932 – 30. listopadu 2003) byl československý basketbalista, účastník olympijských her a vicemistr Evropy.
Byl hráčem Sokola pražského, se kterým získal třetí místo v ligové soutěži 1948/49. V dalších letech hrál za Spartu Praha, s níž získal dva tituly vicemistra (1951 a 1956) a jedno 4. místo v Mistrovství Československa. V letech 1959–1961 byl trenérem družstva Slovan Orbis Praha, se kterým v ligové soutěži získal 4. místo v roce 1960 a bronzovou medaili v roce 1961.
Československo reprezentoval na letních olympijských hrách 1948 v Londýně, kde s národním týmem skončil v basketbalové soutěži na 7. místě. S reprezentačním družstvem získal stříbrné medaile na Mistrovství Evropy 1947 v Praze. Celkem odehrál za československou basketbalovou reprezentaci 20 zápasů v letech 1946–1957.

## Hráčská kariéra
klub
- 1948–1950 Sokol pražský – 3. místo (1949)
- 1951–1956 Sparta Praha – 2× vicemistr (1951, 1956), 4. místo (1955)

Československo
- 20 utkání za reprezentační družstvo Československa (1946–1957)
- Olympijské hry 1948 Londýn (7 bodů /6 zápasů) 7. místo
- Mistrovství Evropy 1947 Praha (16 bodů /6 zápasů) 2. místo – vicemistr Evropy (1947)

## Trenér
- 1959–1964, 1968–1970 Slovan Orbis Praha – 3. místo (1961), 2× 4. místo (1960, 1962), 2× 5. místo (1963, 1964)